# Шмуде, Юрген
Ю́рген Шму́де (нем. Jürgen Schmude; 9 июня 1936, Инстербург — 3 февраля 2025) — немецкий политик, бывший министр правительства Гельмута Шмидта.

## Личная жизнь и образование
Окончив школу в 1955 году, Шмуде продолжил образование. Изучал юриспруденцию, театроведение и германистику в Гёттингене, Берлине, Бонне и Кёльне. В 1961 году он сдал первый госэкзамен, а в 1966-м второй, юридический госэкзамен. До 1967 года работал адвокатом в компании Густава Хайнемана. В 1968 году получил степень доктора права с диссертацией на тему «Понятие о законе против ограничений в конкурентной борьбе».
Юрген Шмуде был женат, у него двое детей.

## Партийная принадлежность и депутатская деятельность
Изначально Шмуде планировал вступить в ряды Общегерманской народной партии, основанную Хайнеманом, но из-за роспуска ОНП и присоединения её членов к социал-демократам, стал членом СДПГ.
С 1964 по 1971 год был членом городского совета города Мёрса, кроме того, до 1969 года, депутатом районного совета.
С 1969 по 1994 — депутат бундестага. Причём постоянно или как представитель города Мёрс (до 1980 г.) или от избирательного округа Везель II (район, в который входит Мёрс). В парламенте с 1977 по 1978 был председателем рабочей группы по внешней политике и политике безопасности фракции СДПГ. С 1984 по 1985 вице-председатель фракции СДПГ бундестага.

## Государственные должности
С приходом к власти Гельмута Шмидта Шмуде в 1974—1976 годах занимал должность парламентского статс-секретаря при федеральном министре внутренних дел.
16 февраля 1978 года был назначен на должность министра образования и науки. Сохранил за собой этот пост и после федеральных парламентских выборов 1980 года. Но в январе 1981 года Ганс-Йохен Фогель отправился в Берлин на место правящего бургомистра города, и 28 января Шмуде сменил его на должности министра юстиции. После распада социально-либеральной коалиции и отставки всех министров от СвДП Шмуде 17 сентября 1982 года возглавлял ещё две недели министерство внутренних дел. Вскоре бундестаг вынес Гельмуту Шмидту вотум недоверия и 1 октября 1982 года Юрген Шмуде отправился в отставку вместе со всем кабинетом министров.
В 1985—2003 годах Шмуде являлся председателем синода Евангелической церкви Германии.
Скончался 3 февраля 2025 года в возрасте 88 лет.